# Eugene Fama
Eugene Francis „Gene“ Fama (* 14. února 1939 Boston, Massachusetts) je americký ekonom, nositel Nobelovy ceny za ekonomii.

## Život a vědecká činnost
Narodil se v Bostonu v americkém státě Massachusetts. Jeho prarodiče byli všichni imigranti z Itálie.
Titul bakaláře získal na Tufts University a titul Ph.D. v oborech ekonomie a financí obhájil na University of Chicago. Vedoucími jeho doktorandské práce byli Merton Miller a Harry Roberts, přičemž vliv na jeho práci měl také Benoît Mandelbrot. Na chicagské univerzitě strávil rovněž celou svou pedagogickou kariéru.
V roce 2013 byl oceněn Nobelovou cenou za ekonomii, společně s R. J. Shillerem a L. P. Hansenem.